# Studierendenwerk Frankfurt am Main

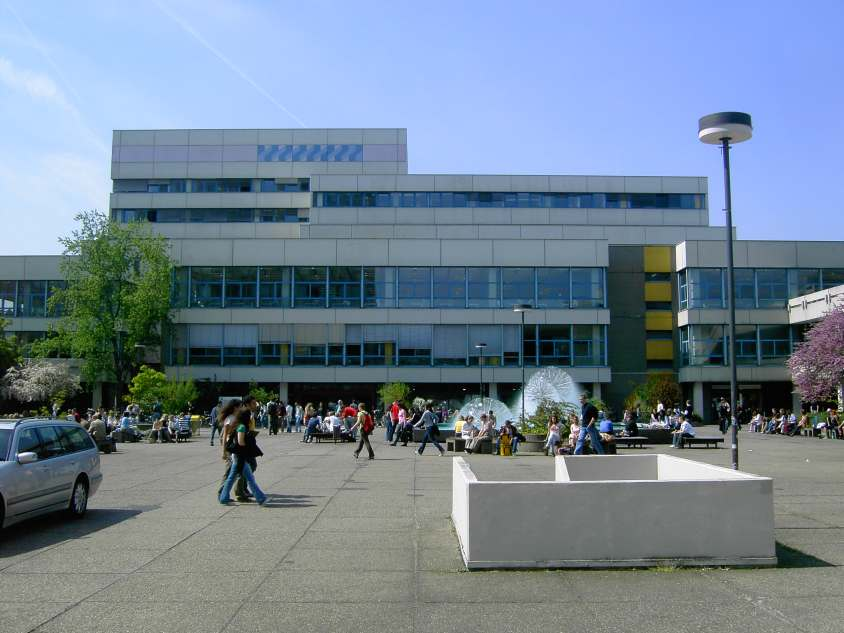
Sozialzentrum Campus Bockenheim: Alter Sitz der Leitung des Studierendenwerks vor dem Umzug an dem Campus Westend

Das Studierendenwerk Frankfurt am Main (MainSWerk) hat die gesetzliche Aufgabe, die rund 70.000 Studierenden im Rhein-Main-Gebiet wirtschaftlich, sozial, gesundheitlich, sportlich und kulturell zu fördern. Es ist Mitglied im Deutschen Studierendenwerk. Der Hauptsitz des Frankfurter Studierendenwerks ist im SKW-Gebäude (B-Teil) auf dem Campus Westend. 
Das Studierendenwerk hat als Anstalt des öffentlichen Rechts rund 400 Beschäftigte und bewirtschaftet derzeit 30 Mensen, Cafeterien, Cafés und Kaffeebars. Es stellt den Studenten 34 Studentenwohnheime mit rund 3.726 Plätzen zur Verfügung und ist beim Vollzug des BAföG und des Aufstiegs-BAföG tätig. Die Reinigungsaktivitäten führt das Studierendenwerk Frankfurt am Main durch die Tochtergesellschaft MainSWerk Service GmbH durch.
Außerdem berät es Studenten bei Themen wie Studienfinanzierung, Psychosoziale Beratung oder Studieren mit Kind und unterstützt sie bei der Suche nach Studentenjobs.

## Betreute Hochschulen
Das Studierendenwerk betreut die Studenten der
- Goethe-Universität Frankfurt am Main
- Frankfurt University of Applied Sciences
- Hochschule RheinMain
- Hochschule für Musik und Darstellende Kunst Frankfurt am Main
- Hochschule für Gestaltung Offenbach am Main
- Hochschule Geisenheim.

Das Studierendenwerk vertritt die Interessen von Studenten in schwierigen wirtschaftlichen und sozialen Situationen und setzt sich für die Chancengleichheit aller Studenten ungeachtet ihrer sozialen Herkunft ein.

## Organe
Dem Verwaltungsrat des Studierendenwerks Frankfurt am Main gehören laut Gesetz an:
- der Präsident der Goethe-Universität als Vorsitzender
- der Präsident der Frankfurt University of Applied Sciences
- der Präsident der Hochschule RheinMain
- der Präsident der Hochschule Geisenheim
- ein Präsident der beiden Kunsthochschulen
- zwei Professoren der Goethe-Universität
- zwei Studenten der Goethe-Universität
- ein Student der Frankfurt University of Applied Sciences
- ein Student der Hochschule RheinMain
- ein Student der Hochschule Geisenheim
- ein Student der beiden Kunsthochschulen
- zwei Bedienstete des Studierendenwerks

## Wohnheime
Das Studierendenwerk verwaltet folgende Wohnheime:
| Ort               | Adresse                                     | Anmerkung | Bild |
| ----------------- | ------------------------------------------- | --- | --- |
| Frankfurt am Main | Beethovenplatz 4                            | | Bild gesucht Die Wikipedia wünscht sich an dieser Stelle ein Bild vom hier behandelten Ort. Weitere Infos zum Motiv findest du vielleicht auf der Diskussionsseite . Falls du dabei helfen möchtest, erklärt die Anleitung , wie das geht. BW |
| Frankfurt am Main | Bockenheimer Landstraße 135                 | Der einzige Wohnbau auf dem Universitätscampus Bockenheim aus dem Jahr 1956 steht unter Denkmalschutz.                   | |
| Frankfurt am Main | Adolf-Miersch-Str. 46 (Cubity)              | | Bild gesucht Die Wikipedia wünscht sich an dieser Stelle ein Bild vom hier behandelten Ort. Weitere Infos zum Motiv findest du vielleicht auf der Diskussionsseite . Falls du dabei helfen möchtest, erklärt die Anleitung , wie das geht. BW |
| Frankfurt am Main | Fröbelstraße 6 – 8                          | | Bild gesucht Die Wikipedia wünscht sich an dieser Stelle ein Bild vom hier behandelten Ort. Weitere Infos zum Motiv findest du vielleicht auf der Diskussionsseite . Falls du dabei helfen möchtest, erklärt die Anleitung , wie das geht. BW |
| Frankfurt am Main | Ginnheimer Landstraße 40                    | | |
| Frankfurt am Main | Ginnheimer Landstraße 42                    | | |
| Frankfurt am Main | Hansaallee (Max-Kade-Häuser) / Platenstraße | | Bild gesucht Die Wikipedia wünscht sich an dieser Stelle ein Bild vom hier behandelten Ort. Weitere Infos zum Motiv findest du vielleicht auf der Diskussionsseite . Falls du dabei helfen möchtest, erklärt die Anleitung , wie das geht. BW |
| Frankfurt am Main | Homburger Straße 30                         | | Bild gesucht Die Wikipedia wünscht sich an dieser Stelle ein Bild vom hier behandelten Ort. Weitere Infos zum Motiv findest du vielleicht auf der Diskussionsseite . Falls du dabei helfen möchtest, erklärt die Anleitung , wie das geht. BW |
| Frankfurt am Main | Jügelstraße 1                               | | Bild gesucht Die Wikipedia wünscht sich an dieser Stelle ein Bild vom hier behandelten Ort. Weitere Infos zum Motiv findest du vielleicht auf der Diskussionsseite . Falls du dabei helfen möchtest, erklärt die Anleitung , wie das geht. BW |
| Frankfurt am Main | Kleine Seestraße 11                         | | Bild gesucht Die Wikipedia wünscht sich an dieser Stelle ein Bild vom hier behandelten Ort. Weitere Infos zum Motiv findest du vielleicht auf der Diskussionsseite . Falls du dabei helfen möchtest, erklärt die Anleitung , wie das geht. BW |
| Frankfurt am Main | Kronberger Straße 43                        | | Bild gesucht Die Wikipedia wünscht sich an dieser Stelle ein Bild vom hier behandelten Ort. Weitere Infos zum Motiv findest du vielleicht auf der Diskussionsseite . Falls du dabei helfen möchtest, erklärt die Anleitung , wie das geht. BW |
| Frankfurt am Main | Ludwig-Landmann-Straße 343                  | | |
| Frankfurt am Main | Max-von-Laue-Straße 14                      | | Bild gesucht Die Wikipedia wünscht sich an dieser Stelle ein Bild vom hier behandelten Ort. Weitere Infos zum Motiv findest du vielleicht auf der Diskussionsseite . Falls du dabei helfen möchtest, erklärt die Anleitung , wie das geht. BW |
| Frankfurt am Main | Porthstraße 1 – 3                           | Das zwölfgeschossiges Wohnhochhaus mit Appartements nach Plänen von Paul Friedrich Posenenske steht unter Denkmalschutz. | Bild gesucht Die Wikipedia wünscht sich an dieser Stelle ein Bild vom hier behandelten Ort. Weitere Infos zum Motiv findest du vielleicht auf der Diskussionsseite . Falls du dabei helfen möchtest, erklärt die Anleitung , wie das geht. BW |
| Frankfurt am Main | Rat-Beil-Straße 29                          | | Bild gesucht Die Wikipedia wünscht sich an dieser Stelle ein Bild vom hier behandelten Ort. Weitere Infos zum Motiv findest du vielleicht auf der Diskussionsseite . Falls du dabei helfen möchtest, erklärt die Anleitung , wie das geht. BW |
| Frankfurt am Main | Sandhöfer Allee 2 (Haus 56)                 | | Bild gesucht Die Wikipedia wünscht sich an dieser Stelle ein Bild vom hier behandelten Ort. Weitere Infos zum Motiv findest du vielleicht auf der Diskussionsseite . Falls du dabei helfen möchtest, erklärt die Anleitung , wie das geht. BW |
| Frankfurt am Main | Sandhofstraße 3–5                           | | Bild gesucht Die Wikipedia wünscht sich an dieser Stelle ein Bild vom hier behandelten Ort. Weitere Infos zum Motiv findest du vielleicht auf der Diskussionsseite . Falls du dabei helfen möchtest, erklärt die Anleitung , wie das geht. BW |
| Frankfurt am Main | Schloßstraße 119                            | | Bild gesucht Die Wikipedia wünscht sich an dieser Stelle ein Bild vom hier behandelten Ort. Weitere Infos zum Motiv findest du vielleicht auf der Diskussionsseite . Falls du dabei helfen möchtest, erklärt die Anleitung , wie das geht. BW |
| Frankfurt am Main | Stralsunder Straße 24–30                    | | Bild gesucht Die Wikipedia wünscht sich an dieser Stelle ein Bild vom hier behandelten Ort. Weitere Infos zum Motiv findest du vielleicht auf der Diskussionsseite . Falls du dabei helfen möchtest, erklärt die Anleitung , wie das geht. BW |
| Frankfurt am Main | Uhlandstraße 23                             | | Bild gesucht Die Wikipedia wünscht sich an dieser Stelle ein Bild vom hier behandelten Ort. Weitere Infos zum Motiv findest du vielleicht auf der Diskussionsseite . Falls du dabei helfen möchtest, erklärt die Anleitung , wie das geht. BW |
| Frankfurt am Main | Wiesenhüttenplatz 37                        | | Bild gesucht Die Wikipedia wünscht sich an dieser Stelle ein Bild vom hier behandelten Ort. Weitere Infos zum Motiv findest du vielleicht auf der Diskussionsseite . Falls du dabei helfen möchtest, erklärt die Anleitung , wie das geht. BW |
| Rüsselsheim       | An der Feuerwache 7                         | | Bild gesucht Die Wikipedia wünscht sich an dieser Stelle ein Bild vom hier behandelten Ort. Weitere Infos zum Motiv findest du vielleicht auf der Diskussionsseite . Falls du dabei helfen möchtest, erklärt die Anleitung , wie das geht. BW |
| Rüsselsheim       | Elisabethenstraße 2                         | | Bild gesucht Die Wikipedia wünscht sich an dieser Stelle ein Bild vom hier behandelten Ort. Weitere Infos zum Motiv findest du vielleicht auf der Diskussionsseite . Falls du dabei helfen möchtest, erklärt die Anleitung , wie das geht. BW |
| Wiesbaden         | Max-Kade-Haus / Adolfsallee 49–53           | | Bild gesucht Die Wikipedia wünscht sich an dieser Stelle ein Bild vom hier behandelten Ort. Weitere Infos zum Motiv findest du vielleicht auf der Diskussionsseite . Falls du dabei helfen möchtest, erklärt die Anleitung , wie das geht. BW |
| Geisenheim        | Eibinger Weg 1b                             | | Bild gesucht Die Wikipedia wünscht sich an dieser Stelle ein Bild vom hier behandelten Ort. Weitere Infos zum Motiv findest du vielleicht auf der Diskussionsseite . Falls du dabei helfen möchtest, erklärt die Anleitung , wie das geht. BW |